# ヴィクトリアランド

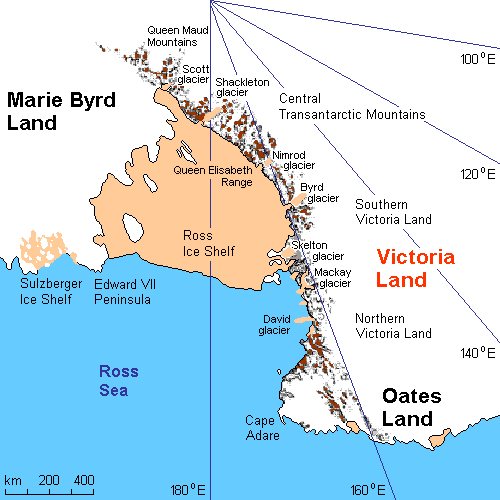
ヴィクトリアランドの地図

ヴィクトリアランド（英: Victoria Land）は、南極にある地域の名称。南極大陸東部（東南極）、ロス海の西岸地域で、おおよそ北は南緯70度30分、南は南緯78度に至る一帯である。

## 地理

### 位置・広がり
アメリカ地質調査所（USGS）の地名情報システム（GNIS）は、ヴィクトリアランドについて、おおよそ北は南緯70度30分、南は南緯78度に至る範囲で、東はロス海、西は南極高原の縁に至る範囲とおおまかな範囲を定義している。アデア半島周辺からロス島付近のロス海西岸地域に相当する。
GNISは、ケープ・ウィリアムズ（南緯70度30分 東経164度9分）以東、ケープ・アデア（南緯71度17分 東経170度14分）以西のペンネル・コーストの範囲に含まれる地形（たとえばDavis Ice Piedmont）の説明に「ヴィクトリアランドの北海岸」という表現を用いている。
GNISは、「ヴィクトリアランドの一部」とするスコット・コーストの南限を Minna Bluff（南緯78度31分 東経166度25分）と定めている。Minna Bluffは、ロス島南方のロス棚氷に突出した岬である。

### コースト
ヴィクトリアランドの海岸（コースト）は、地理的に以下のように区分されている（北から南への順）。
| 地域                                          | 北限     | 南限     | 説明                                                                                           | 参考  |
| --------------------------------------------- | -------- | -------- | ---------------------------------------------------------------------------------------------- | ----- |
| ペンネル・コースト Pennell Coast              | 70°30' S | 71°17' S | Cape Williams と Cape Adare の間。Cape Williamsより北西はオーツ・コーストに接続する。          | [ 6 ] |
| ボーチグレビンク・コースト Borchgrevink Coast | 71°17' S | 74°39' S | Cape Adare と Cape Washington の間。                                                           | [ 7 ] |
| スコット・コースト Scott Coast                | 74°39' S | 78°31' S | Cape Washington と Minna Bluff の間。Minna Bluff 以南は、ロス棚氷の Hillary Coast に接続する。 | [ 3 ] |

### 地勢・地形
この地域には、マクマードドライバレーや南極横断山脈を含む。
- メルボルン山
- トライデント山
- 永田山
- オニックス川
- バンダ湖
- アッシュトレイ・ベイスン

### 領有権主張
ヴィクトリアランドは、ニュージーランドの南方にあたる。東経160度以東のロス海周辺地域は、ニュージーランドがロス海属領として領有権を主張している（なお、東経160度以西はオーストリアがオーストラリア南極領土として領有を主張している）。

## 歴史・名称
1841年1月、イギリスの探検家ジェイムズ・クラーク・ロスによって発見され、イギリスのヴィクトリア女王にちなんで命名された。サウスヴィクトリアランド（South Victoria Land）とも呼ばれる。
ロスのほか、ダグラス・モーソンなどがこの地域を探検した初期の探検家である。